# Pepa Plana
Pepa Plana   (Valls, 2 de maig de 1965) és una actriu i pallassa catalana. Ha estat directora del Festival Internacional de Pallasses d'Andorra i un referent internacional com a clown femenina. Sense excloure l'espectador infantil, s'adreça també a l'espectador adult. És fundadora del grup Pretèrit Perfecte.

## Trajectòria
Pepa Plana estudià a l'Escola d'Art Dramàtic Josep Ixart (Tarragona) i es llicencià en Art Dramàtic a l'Institut del Teatre de Barcelona l'any 1989, una formació que complementà amb mestres com Ariane Mnouchkine, Avner Eisenberg i John Wright.
El 1998 va crear el seu primer espectacle en solitari, De Pe a Pa, dirigida per Joan Busquets, que va estrenar a la Fira de Tàrrega, i després va portar la Sala Muntaner de Barcelona durant vuit mesos. Aquell mateix any aconsegueix el Premi Aplaudiment FAD (1999).
Amb Giulietta (2000), va guanyar la menció d'honor al IX Festival de Pallassos de Cornellà de Llobregat, on ja mostrava el seu estil amable, tan personal, i les seves posades en escena acurades i elegants. El 2004 estrenà dos espectacles: Hatzàrdia i L'atzar. El segon és una versió reduïda del primer, pensada per a espais més petits. El 2010 estrenà Penèlope al Festival Pallassòdrom de Vila-seca (Tarragona), una obra dirigida per la prestigiosa pallassa Nola Rae. Després d'Èxode (2011), en què ha compartit escena amb Joan Montanyès ‘Monti’ i Joan Valentí ‘Nan’, per explicar la duresa de les grans migracions per motius polítics i econòmics, marxà a Mont-real i col·laborà durant una temporada amb el Cirque du Soleil. Durant el 2012 actuà en el seu espectacle Amaluna. En tornar, presentà Despistats (2014), un espectacle de pallassos de carrer amb Toti Toronell. Al 2016 estrenà al Festival Grec Paradís pintat. I el 2017 presentà Suite, un nou espectacle de carrer que girà pels principals festivals d'estiu. L'any 2022 va presentar Si tu te'n vas, junt amb les pallasses Nöel Olivé i Lola González.
Ha participat en diverses expedicions de Pallassos Sense Fronteres a Jordània, Angola, Guatemala o Guinea Equatorial, entre d'altres.
Més enllà de la qualitat dels seus espectacles, i de l'acurada producció que els caracteritza, Pepa Plana representa un pas important en el món dels pallassos: la incorporació valenta i decidida d'un humor femení i la seva capacitat per capgirar la percepció habitual de les coses, pròpia dels estereotips de gènere. Així, sovint els seus espectacles exploren recursos dramàtics i caracterològics al servei d'una reinterpretació dels personatges femenins clàssics, ja siguin Giulietta o Penèlope.

## El Festival Internacional de Pallasses
Pepa Plana va crear, juntament amb Tortell Poltrona, el Festival Internacional de Pallasses d'Andorra, únic aleshores, que aviat esdevingué un referent i un model que va fer sorgir altres festivals de pallasses arreu del món. Plana ha estat sempre al capdavant de la direcció artística d'aquest festival, que ha tingut una periodicitat bianual i s'ha celebrat des de 2001 i fins al 2009, en què deixà de convocar-se per la crisi econòmica. A partir de 2018 el Comú d'Andorra la Vella recuperà l'esdeveniment i el festival es tornà a celebrar en un format més breu, una periodicitat anual i la mateixa direcció artística de Pepa Plana.

## Espectacles
- 1998: De Pe a Pa
- 2000: Giulietta
- 2004: Hatzàrdia
- 2004: L'atzar
- 2010: Penèlope
- 2011: Èxode
- 2014: Despistats
- 2016: Paradís pintat
- 2017: Suite
- 2018: Veus que no veus[8]
- 2022:[7]

## Reconeixements
- Premi Aplaudiment FAD (1999): «per la seva habilitat de pertorbar l'ordre establert amb el seu espectable De Pe a Pa, bombardejant el món amb preguntes impertinents i a la vegada insidiosament pertinents».[4]
- Menció Honorífica del IX Festival Internacional de Pallassos de Cornellà per Giulietta (2000).
- Premi ARC 2004 (Associació Professional de Representants, Promotors i Managers de Catalunya) en la categoria de circ, per Giulietta.
- Premi del Públic a la Gala dels Premis de la Revista Zirkòlika 2010, per Penèlope.
- Premi Sabatot Alegre a la trajectòria (9a Setmana del Pallasso de Castellar del Vallès, 2011).[3]
- Premi Nacional de Cultura (2014)[2] «per la seva singularitat com a pallassa catalana de trajectòria consolidada en l'àmbit nacional i internacional […], encarna la dona pallassa, l'univers de les dones en clau d'humor femení en un circ sovint del tot masculí.»[12]
- Premi Cultura 2019 de l'Associació de Premsa Periòdica en Català (APPEC), «per la seva contribució a la visualització de les pallasses[…] La seva àmplia trajectòria ha fet que sigui la pallassa catalana més reconeguda arreu».[13]
- Premi Zirkòlika de Circ de Catalunya, X edició (2019), ha premiat Veus que no veus com a millor espectacle de pallassos, per l'estètica i posada en escena, l'alt nivell de la tècnica còmica, i «per recuperar les entrades clàssiques dels pallassos de pista, però amb una lúcida mirada femenina».[14]
- Premio Nacional de Circo 2022: se la reconegué «per ser pionera a posar la dona al focus de la creació circense i, concretament, a l'àmbit del pallasso». El jurat també subratllà la seva aportació i «innovació del llenguatge clownesc».[15]